# تیانوا یانگ
تیانوا یانگ (انگلیسی: Tianwa Yang; ۸ آوریل ۱۹۸۷ –) استاد دانشگاه، و نوازنده ویولن اهل چین است.

## زندگی
تیانوا یانگ در چهار سالگی شروع به یادگیری و نواختن ویولن کرد. او در مسابقات شرکت کرده و برنده شد. در ده سالگی، او تحصیل را نزد پروفسور لین یائوجی در کنسرواتوار مرکزی موسیقی پکن آغاز کرد و قبلاً به دلیل کیفیت نوازندگی خود مورد توجه رسانه‌ها قرار گرفته بود. پس از اجرای او در جشنواره موسیقی پکن در سال ۱۹۹۹، ایزاک استرن، نوازنده ویولن، از او دعوت کرد تا با او در ایالات متحده بنوازد.
یانگ اولین بار در سال ۲۰۰۱ در اروپا با ارکستر سمفونیک پخش چک در پراگ اجرا کرد. در سال ۲۰۰۳، کنسرتو شماره ۲ پروکوفیف را در مونیخ با ارکستر Bayerische Staatsoper اجرا کرد و پس از آن، رسیتال‌هایی در پاریس، استکهلم، فرانکفورت و وین اجرا کرد. همچنین در سال ۲۰۰۳، به وی برای تحصیل موسیقی کلاسیک در آلمان، یک بورسیه تحصیلی ویژه دو ساله توسط سرویس تبادل آکادمیک آلمان (DAAD) اعطا شد. اولین حضور یانگ در آمریکای شمالی در فصل ۲۰۰۷–۲۰۰۸ بود که در جشنواره هنر ویرجینیا با سمفونی ویرجینیا اجرا کرد. او همچنین اولین اجرای خود را در سالن فیلارمونیک برلین در همان سال داشت که به‌طور زنده توسط رادیو Deutschland پخش شد. او در سوئیس و فرانسه رسیتال اجرا کرد و تور گسترده‌ای را در آلمان با کلاسیشه فیلارمونی بن انجام داد.
یانگ اولین آلبوم خود را در سال ۲۰۰۰ و در سن ۱۳ سالگی با ضبط 24 Caprices پاگانینی تحت لیبل Hugo Classical ضبط کرد. در سال ۲۰۰۴، او شروع به ضبط برای Naxos کرد و مجموعه ای از آثار کامل پابلو دو ساراساته را شروع کرد که در نهایت ۸ سی دی را پوشش می‌دهد. او همچنین آثاری از آستور پیاتزولا آهنگساز آرژانتینی و آنتونیو ویوالدی را ضبط کرده است.